# Kalmar
Kalmar er en by i Småland i det sydlige Sverige med 42.622 (2023) indbyggere. Den er hovedby i Kalmar kommune og residensby i Kalmar län. Byen, der ligger ved Kalmarsund, er Smålands tredjestørste efter Jönköping og Växjö. Fra Kalmar går Ölandsbron til Öland.

## Historie
Kalmar er en af Sveriges ældste byer. De ældste kilder nævner en by på stedet i det 11. århundrede, men området, hvori den nuværende by ligger, har været beboet siden stenalderen.
Det kastel, der var blevet opført i 1100-tallet, blev i 1280'erne suppleret med en forsvarsborg, Kalmar Slot.
I juli 1397 trådte Kalmarunionen i kraft. I 1483 blev den såkaldte Kalmar Recess underskrevet af Sverige, Danmark og Norge.
Flere stridigheder har fundet sted i nærheden af Kalmar, deriblandt Kalmarkrigen fra 1611 til 1613. To blodbade fandt sted i 1500-tallet, overvejende som følge af krigene med Danmark. I Kalmar underskrev den svenske kong Johan 3. og den polske kong Sigismund i 1587 Kalmar stadgar, som fastlagde, hvordan unionen mellem Sverige og Polen skulle styres, men planen blev ikke virkeliggjort.
Byen mistede sin betydning som grænsefæstning i forbindelsen med freden i Roskilde i 1658, hvor bl.a. Skåne, Halland, Blekinge og Bornholm blev annekteret af Sverige.
Den gamle bydel lå på fastlandet, mens man fra 1600-tallet begyndte opførelsen af en ny by på Kvarnholmen.
Kalmar var biskopsæde til 1915, hvor Kalmar Stift blev afviklet, hvorefter byen kom under Växjö Stift. Byen har dog stadig formelt en domkirke, Kalmar Domkirke.

## Kultur og seværdigheder
Som en historisk vigtig residens- og stiftsby og som tidligere grænseby har Kalmar flere bemærkelsesværdige bygningsværker. Kalmar var i middelalderen en af de få byer i Sverige, som var omgivet af en rigtig ringmur, som der stadig er rester af i dag nogle steder i den gamle bydel. På Kvarnholmen er vigtige dele af 1600-tallets bymur og befæstningsanlæg bevaret.
De historisk vigtige områder Kvarnholmen og den gamle bydel omkring Kalmar Slot er relativt velbevaret. Derimod er store dele af Malmen, der hovedsageligt blev opført i slutningen af 1800-tallet, blevet revet ned for at give plads til et nyt byggeri til Länsstyrelsen.
Byen rummer flere museer, heriblandt Kalmar läns museum og Kalmar Konstmuseum. Tidligere lå middelaldertema-parken Salvestaden lige uden for byen, men den gik konkurs i 2011. Andre nævneværdige seværdigheder tæller Kalmar gamla vattentorn, Guldfågeln Arena og herregården Skälby Gård. Desuden besøges Kalmar Domkirke også af mange turister hvert år.
Blandt mere moderne seværdigheder er Ölandsbron, der blev påbegyndt i 1967 og indviet i 1972. Broen er mere end 40 meter høj og kan ses fra store dele af byen. I lang tid var broen med sin længde på 6.072 meter Europas længste.

### Stadsparken
Stadsparken, der ligger i den gamle bydel, åbnede i 1880. Arealet var seks år tidligere blevet doneret til byen af grosserer Johan Jeansson. Grosseren tog initiativ til samtidig at opføre den såkaldte stadsparkspavillon, der var en rund træbygning med åbne verandaer hele vejen rundt.
I 1939 blev bygningen revet ned for at give plads til en moderne restaurant. Tegningerne blev udført af arkitekt Sven Ivar Lind, der blandt andet havde tegnet den svenske pavillon til verdensudstillingen i Paris i 1937 og med Birger Borgström Råsunda fodboldstadion, Sveriges nationalstadion, i Stockholm.
Den nye bygning har ingen ligheder med sin forgænger og er inspireret af det klassiske funktionalistiske formsprog. Fra panoramavinduerne kan man se Kalmar Slot og Kalmarsund.

## Uddannelse

### Linnéuniversitetet
Linnéuniversitetet i Kalmar består af fem afdelinger:
- Handelshögskolan BBS
- Humanvetenskapliga institutionen
- Institutionen för kommunikation och design
- Naturvetenskapliga institutionen (universitetsstatus)
- Sjöfartshögskolan

Skolen har også campus i Hultsfred (musikuddannelser) og Nybro (designuddannelse).

## Erhvervsliv
TeliaSonera har en forskningsafdeling i byen. Desuden har kæden Audio Video hovedsæde i byen.
Sveriges femtende Ikea-varehus åbnede i Kalmar den 28. juni 2006.
Tidligere havde Volvo bilproduktion under navnet Volvo Kalmarverken, indviet i 1974 og lukket i 1994. Der var også en chokoladefabrik, hvor Nordchoklad længe havde sin slikproduktion. Fabrikken lukkede i 1998. Fra 1902 til 2005 blev der fremstillet tog og biler af Kalmar Mekaniska Verkstad (der senere blev til ABB, ADtranz og Bombardier).

## Transport og infrastruktur
Byen er forbundet med omverdenen med tog fra Kalmars centralstation (Kust till Kust og Stångådalsbanan), busser og fly (Kalmar Airport). Den offentlige transport varetages af Kalmar Läns Trafik.
Ölandsbron og tilslutningsvejene ligger i den nordlige del af byen. Kalmar ligger ved E22 mellem Malmö og Norrköping. Desuden løber Riksväg 25 fra Kalmar til Halmstad og Växjö.

## Kendte kalmaritter
- Hans Villius (1923-2012), historiker og tv-personlighed
- Ivar Kreuger (1880-1932), virksomhedsleder og finansmand
- Jenny Nyström (1854-1946), kunstner og illustrator
- Johan Jeansson (1831-1896), grosserer og riksdagsmedlem
- Lars-Johan Jarnheimer (født 1960), virksomhedsleder (vicedirektør i Tele2)
- Tomas Arvidsson (født 1941), krimiforfatter (tidligere lærer, tv-chef og administrerende direktør)